# Chapeau fruitbier
Chapeau is een gamma van Belgische fruitbieren van spontane gisting.
Deze bieren worden gebrouwen in Brouwerij De Troch te Wambeek. In 1980 werd het eerste bananenbier in Europa gebrouwen, eerst nog onder de naam “Leopard De Troch”. Later werd de naam Chapeau gekozen, met het oog op de Franse markt. Vanaf 1991 kwamen er een aantal soorten bij en in 1994 kwam “Exotic” op de markt.

## Varianten
- Abricot, blond fruitbier op basis van lambik met een alcoholpercentage van 3,5%
- Banana, blond fruitbier op basis van lambik met een alcoholpercentage van 3,5%
- Exotic, blond fruitbier op basis van lambik met een alcoholpercentage van 3,5%
- Fraises, rood fruitbier op basis van lambik met een alcoholpercentage van 3,5%
- Framboise, rood fruitbier op basis van lambik met een alcoholpercentage van 3,5%
- Kriek, rood fruitbier op basis van lambik met een alcoholpercentage van 3,5%
- Lemon, blond fruitbier op basis van lambik met een alcoholpercentage van 3,5%
- Mirabelle, blond fruitbier op basis van lambik met een alcoholpercentage van 3,5%
- Pêche, amberkleurig fruitbier op basis van lambik met een alcoholpercentage van 3,5%